# Equador nos Jogos Pan-Americanos de 2003
O Equador competiu na 14.º edição dos Jogos Pan-Americanos, realizados na cidade de Santo Domingo, na República Dominicana.